# San Luis Talpa
San Luis Talpa es un distrito del municipio de La Paz Oeste en el departamento de La Paz, El Salvador. Según el censo oficial de 2024, tiene una población de 24.036 habitantes.
Posee el título de Ciudad, concedido en 2000 y se encuentra a una distancia de 34 kilómetros de San Salvador.
Limita al norte con Tapalhuaca, San Juan Talpa y Olocuilta, al sur con el Océano Pacífico, al este con San Pedro Masahuat y al oeste con La Libertad (departamento de La Libertad).
San Luis Talpa es un distrito conocido por su clima, bastante caliente debido a que esta cerca de la costa. También debido a estar cerca de la costa, se practica mucho la pesca e incluso actividades como el surf. 

## Historia
A fines del siglo XVIII, algunos habitantes de San Juan Talpa fundaron la localidad de San Luis, en el Partido de Olocuilta. 
En el informe de mejoras materiales del departamento de La Paz hecho en el 16 de mayo, el gobernador José Rafael Molina tomó nota de que la municipalidad de San Luis había compuesto su iglesia y cabildo y tiene reparados los caminos de su comprehension.
Para el año 1855 ya era mencionado como municipio del departamento de La Paz. Para el año 1890 tenía una población de 350 habitantes.

## Información general
El municipio tiene un área de 65,96 km², y la cabecera una altitud de 45 m s. n. m. Las fiestas patronales se celebran en el mes de noviembre en honor a San Luis, rey de Francia. En su demarcación se encuentran los cantones Amatecampo, La Cuchilla Comalapa, El Pimental, El Chagüitón, El Porvenir, Nuevo Edén, San Francisco Amatepe, San Marcos Jiboa, Tecualuya, Sambombera, y Zunganera.
El distrito se caracteriza por poseer el Aeropuerto Oscar Arnulfo Romero y Galdamez, que en la actualidad es uno de los aeropuertos de El Salvador. 
Además San luis Talpa es productor de cultivos tales como la caña de azúcar, loroco.
Al este de la localidad de El Pimental se encuentra el bosque Santa Clara.

## Educación
Este municipio es sede de la Estación Experimental y de Prácticas de la Facultad de Ciencias Agronómicas de la Universidad de El Salvador (UES). En esta Estación se encuentra también el Centro Tecnológico de Agricultura y Ganadería de la mencionada facultad.

## Galería

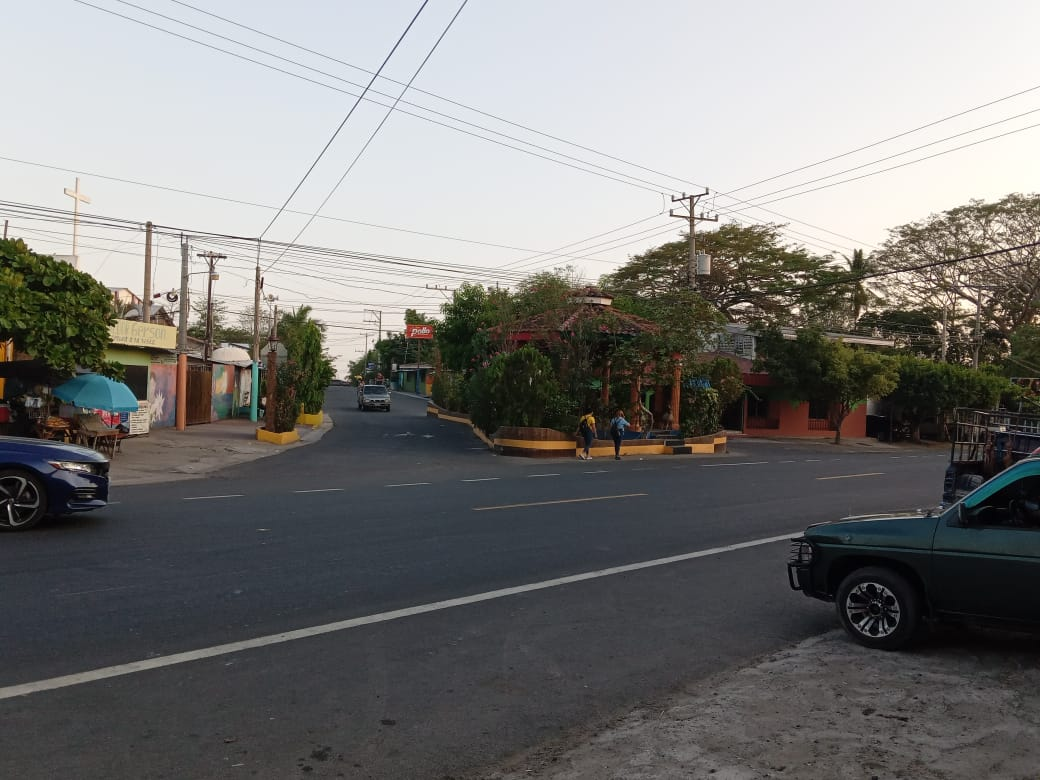
Quiosco de la entrada principal de San Luis Talpa

## Biografía
- Instituto Geográfico Nacional (1986). Diccionario Geográfico de El Salvador, Tomo II, L-Z. San Salvador: Talleres Litográficos del Instituto Geográfico Nacional.